# Yukiko Ogawa
Yukiko Ogawa (japanisch 小川 由希子 Ogawa Yukiko; geb. 1975) ist eine japanische Forscherin für Materialwissenschaften.
Ogawa wuchs in Komaki in der Präfektur Aichi, Japan auf und studierte Ingenieurwissenschaften an der Tohoku-Universität in Sendai.
Ogawa arbeitet am National Institute for Materials Science in Tsukuba, Präfektur Ibaraki. Ogawas Forschungen konzentrieren sich auf die nächste Generation von Strukturmaterialien – insbesondere auf Leichtbauwerkstoffe wie Magnesiumlegierungen –, die das Potenzial haben, die Kraftstoffeffizienz von Fahrzeugen zu verbessern, elektronische Geräte tragbarer zu machen und neue Möglichkeiten für medizinische Geräte zu eröffnen. Der Einsatz von Magnesiumlegierungen war bisher begrenzt, da sie sich nur schwer in neue Formen bringen lassen. Ogawa gelang es jedoch, die Mikrostruktur und die mechanischen Eigenschaften von Magnesium durch Wärmebehandlung zu steuern, was zuvor als unmöglich galt. Für ihre Bemühungen, die nächste Generation intelligenter Materialien zu entwickeln, wurde Ogawa 2018 als L'Oréal-UNESCO For Women in Science International Rising Talent ausgezeichnet.
In ihrer Freizeit liest Ogawa gerne Romane, näht, stickt und malt. Außerdem reist sie mit ihrem Mann und ihrer Familie und besucht heiße Quellen.

## Bibliografie
- Development of High Performance Magnesium Alloy Through Phase Transformation. In: Materia Japan. Band 58, Nr. 7, 2019, ISSN 1340-2625, S. 395–400, doi:10.2320/materia.58.395 (englisch).
- Yukiko Ogawa, Yuji Sutou, Daisuke Ando, Junichi Koike: Aging precipitation kinetics of Mg-Sc alloy with bcc+hcp two-phase. In: Journal of Alloys and Compounds. Nr. 747, 30. Mai 2018, ISSN 0925-8388, S. 854–860, doi:10.1016/j.jallcom.2018.03.064 (englisch).
- D. Ando, Y. Ogawa, T. Suzuki, Y. Sutou, J. Koike: Age-hardening effect by phase transformation of high Sc containing Mg alloy. In: Materials Letters. 161: 5–8. Nr. 161, 15. Dezember 2015, ISSN 0167-577X, S. 5–8, doi:10.1016/j.matlet.2015.06.057 (englisch).